# Тополя (Глуховский район)
Тополя (укр. Тополя) — село,
Суходольский сельский совет,
Глуховский район,
Сумская область,
Украина.
Код КОАТУУ — 5921587903. Население по переписи 2001 года составляло 41 человек .

## Географическое положение
Село Тополя находится на одном из притоков реки Калиновка,
ниже по течению на расстоянии в 2 км расположено село Кучеровка.
К селу примыкает небольшой лесной массив.